# Dampierre-sur-le-Doubs
 (juillet 2014).
Les informations dans cet article sont mal organisées, redondantes, ou il existe des sections bien trop longues. Structurez-le ou soumettez des propositions en page de discussion.
Avec le temps, il arrive que le contenu présent dans un article devienne désordonné. Il est souvent nécessaire de réorganiser l'article de fond en comble.
- Il faut tout d’abord répartir le contenu de l'article en plusieurs sections. Les informations doivent ensuite être exposées clairement et le plus synthétiquement possible, regroupées par sujet afin d'éviter les doublons. Quelqu'un cherchant une information précise doit pouvoir la trouver rapidement en lisant la section appropriée.
- À l'intérieur de chaque section, le texte, souvent initialement sous la forme de phrases éparses, doit être regroupé dans des paragraphes de quelques lignes, en assurant un enchaînement logique et une cohérence entre les phrases.
- Lorsque l'article ou l'une de ses sections développe trop longuement un point qui n'est pas dans le cœur du sujet traité, il convient de faire une synthèse et de transférer l'ancien contenu dans des articles plus appropriés (en cas de transfert, il faut impérativement respecter la procédure Aide:Scission).

Si vous pensez que ces points ont été résolus, vous pouvez retirer ce bandeau et améliorer le plan d'un autre article.
Ne doit pas être confondu avec Dampierre-les-Bois.
Dampierre-sur-le-Doubs est une commune française située dans le département du Doubs, la région culturelle et historique de Franche-Comté et la région administrative Bourgogne-Franche-Comté.
Ses habitants sont appelés les Dampierrois et Dampierroises.

## Géographie

### Toponymie
Dommo Petro en 1040 ; Dampierre en 1275 ; Dampna petra à la fin du XIVe siècle ; Dompierre au XVe siècle.
Bâtie sur la rive gauche du Doubs, en aval de Montbéliard, Dampierre-sur-le-Doubs a un territoire communal qui s'étire tout en longueur de part et d'autre de la Combe du Tartre, perpendiculairement à la rivière.

### Climat
Pour des articles plus généraux, voir Climat de la Bourgogne-Franche-Comté et Climat du Doubs.
En 2010, le climat de la commune est de type climat de montagne, selon une étude du Centre national de la recherche scientifique s'appuyant sur une série de données couvrant la période 1971-2000. En 2020, Météo-France publie une typologie des climats de la France métropolitaine dans laquelle la commune est exposée à un climat semi-continental et est dans la région climatique Jura, caractérisée par une forte pluviométrie en toutes saisons (1 000 à 1 500 mm/an), des hivers rigoureux et un ensoleillement médiocre.
Pour la période 1971-2000, la température annuelle moyenne est de 10,1 °C, avec une amplitude thermique annuelle de 17,3 °C. Le cumul annuel moyen de précipitations est de 1 289 mm, avec 13,2 jours de précipitations en janvier et 10,4 jours en juillet. Pour la période 1991-2020, la température moyenne annuelle observée sur la station météorologique de Météo-France la plus proche, « Medière », sur la commune de Médière à 10 km à vol d'oiseau, est de 11,5 °C et le cumul annuel moyen de précipitations est de 1 105,2 mm. 
La température maximale relevée sur cette station est de 40,2 °C, atteinte le 24 juillet 2019 ; la température minimale est de −17 °C, atteinte le 5 février 2012,,.
Les paramètres climatiques de la commune ont été estimés pour le milieu du siècle (2041-2070) selon différents scénarios d'émission de gaz à effet de serre à partir des nouvelles projections climatiques de référence DRIAS-2020. Ils sont consultables sur un site dédié publié par Météo-France en novembre 2022.

## Urbanisme

### Typologie
Au 1er janvier 2024, Dampierre-sur-le-Doubs est catégorisée ceinture urbaine, selon la nouvelle grille communale de densité à 7 niveaux définie par l'Insee en 2022.
Elle est située hors unité urbaine. Par ailleurs la commune fait partie de l'aire d'attraction de Montbéliard, dont elle est une commune de la couronne,. Cette aire, qui regroupe 137 communes, est catégorisée dans les aires de 50 000 à moins de 200 000 habitants,.

### Occupation des sols
L'occupation des sols de la commune, telle qu'elle ressort de la base de données européenne d’occupation biophysique des sols Corine Land Cover (CLC), est marquée par l'importance des forêts et milieux semi-naturels (37,9 % en 2018), une proportion sensiblement équivalente à celle de 1990 (38,1 %). La répartition détaillée en 2018 est la suivante : 
forêts (37,9 %), zones urbanisées (18,6 %), zones humides intérieures (16,3 %), espaces verts artificialisés, non agricoles (14,7 %), eaux continentales (6 %), prairies (3,9 %), terres arables (2,3 %), zones agricoles hétérogènes (0,2 %), zones industrielles ou commerciales et réseaux de communication (0,1 %). L'évolution de l’occupation des sols de la commune et de ses infrastructures peut être observée sur les différentes représentations cartographiques du territoire : la carte de Cassini (XVIIIe siècle), la carte d'état-major (1820-1866) et les cartes ou photos aériennes de l'IGN pour la période actuelle (1950 à aujourd'hui).

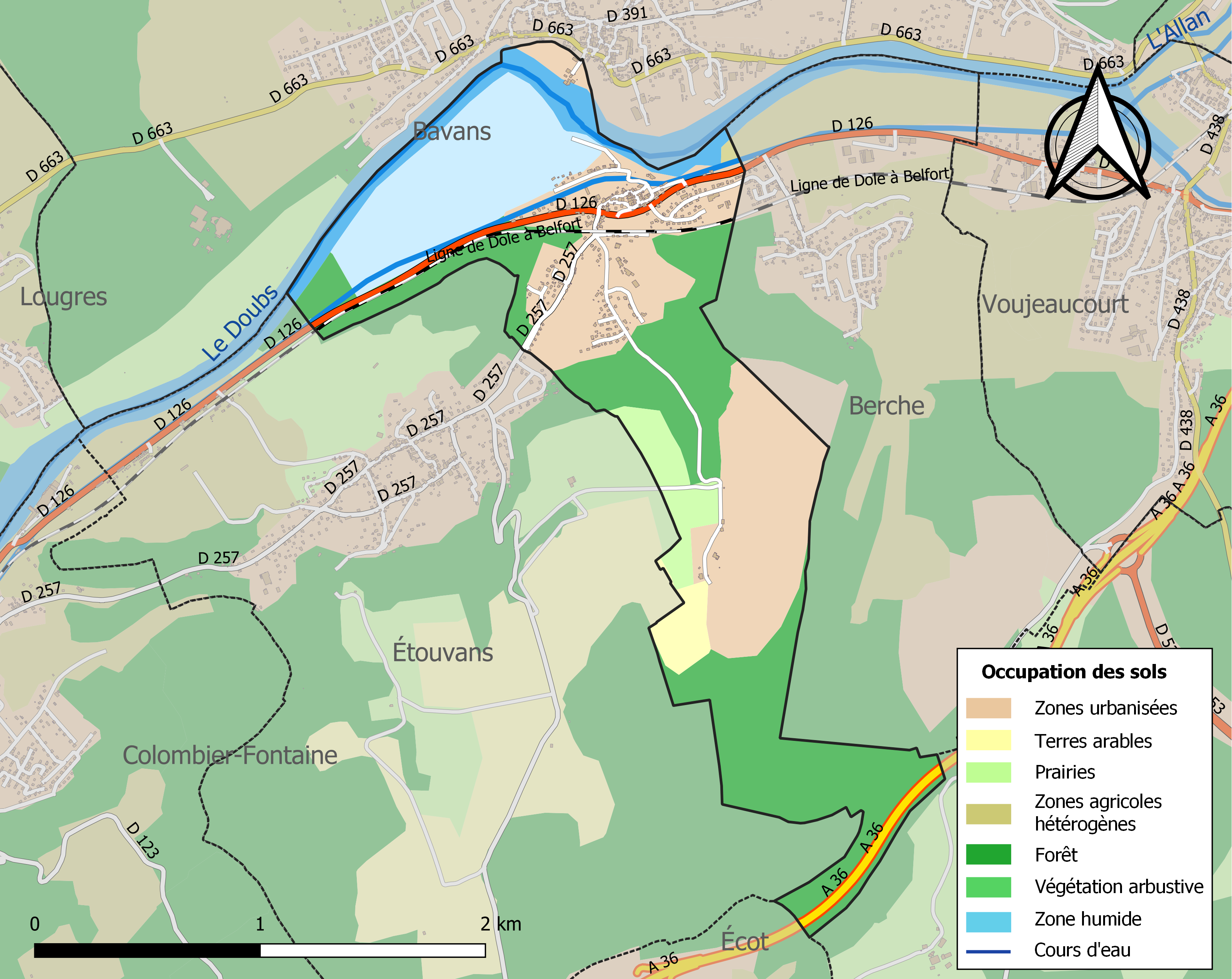
Carte des infrastructures et de l'occupation des sols de la commune en 2018 (CLC).

## Histoire

### Antiquité
C'est lors de fouilles archéologiques menées par messieurs Petrequin, Urlacher et Vuillat que des traces d'habitations datées de 900 av. J.-C. ont été découvertes au lieu-dit Sur le Terreau, à l'endroit où la rivière forme un coude. Les habitants sont des descendants d'une civilisation d'Allemagne du sud dite « civilisation des champs d'urnes » car ils incinéraient leurs morts et enterraient les urnes dans de grands cimetières.
Le premier village était édifié en bordure du Doubs, il rassemblait une trentaine d'habitations longues de cinq à sept mètres et larges de quatre à cinq mètres. Toutes étaient très semblables les unes aux autres. Au centre de la communauté se dressait une construction circulaire d'environ quatre mètres de diamètre. Le village était séparé des sépultures par une palissade de bois d'une cinquantaine de mètres de long. L'étude des tombes (la F27) montre un empierrage de dalles calcaires en surface, des traces d'incinération sont visibles en dessous, il a été découvert la présence d'une urne pansue à bord déjeté, d'une coupe ainsi que divers galets retouchés (poids de filet de pêcheur ?). Une autre tombe (la F8) montre des traces d'ossements incinérés et de céramiques fragmentées : un vase à impression digitale, deux gobelets, l'un à décor peigné et l'autre à cannelures, une assiette décorée de chevrons incisés, trois anneaux de suspension en terre cuite, trois pesons et un gobelet à col cylindrique.
Le climat de la région étant particulièrement humide, il n'est pas rare que les pluies abondantes du printemps occasionnent une crue de la rivière. Cela expliquerait le fait que les villageois érigèrent un deuxième village en retrait du premier mais empiétant sur le terrain réservé à l'origine aux sépultures. Le second village sera plus étendu. Le principe de construction reste le même. La trentaine de maisons recensées laisse supposer une population de 100 à 200 individus. Trois types d'habitations seront construits. La plus courante est carrée avec des dimensions d'environ 5 mètres de côté, elle possède un toit à deux pans car il est souvent trouvé trois rangées de pieux parallèles, deux des habitations laissent paraître des traces de plancher. La seconde forme de construction est rectangulaire, sept à dix mètres de long sur quatre à cinq mètres de large, il est souvent recensé la trace d'un foyer à l'avant de la demeure. Le troisième type de construction est quadrangulaire : sept mètres sur six. Elle possède deux pièces avec abside (pièce semi-circulaire). On y trouve la trace d'un plancher ainsi qu'un empierrage ovale de deux mètres sur un et demi à l'entrée et un foyer. Ce bâtiment unique dans le village avait sans doute une vocation particulière, peut être était-ce un temple ? Quant au centre du village, il est occupé par une fosse agrémentée d'un placage d'argile cuit, sans doute servait-il de four.

### L'époque romaine
Le pays tout entier porte les traces de l'invasion romaine et le village de Dampierre-sur-le-Doubs n'y a pas échappé. Les fondations d'une villa romaine ont été découvertes en bordure du bois du Fays. De plus il semble qu'un camp ou une vigie devait dominer la voie romaine « via Agrippa » qui traversait le territoire de la commune.

### Les Mérovingiens
L'époque mérovingienne a laissé son empreinte à Dampierre sur le Doubs. En effet c'est au lieu-dit Champ du Murot que seront effectuées les fouilles de plusieurs tombes datées du VIe ou  VIIe siècle. Conformément à la tradition en usage à l'époque, le cimetière mérovingien sera établi à proximité du carrefour de la voie romaine Besançon-Mandeure et de celle qui reliait Bavans aux plateaux de la Haute-Saône. Cinq tombes ont été trouvées. Les fosses sont orientées SO-NE et disposées en rangées. Le cimetière semble important mais seules cinq tombes seront fouillées.

### Les premières ingérences

Blason fr famille de Dampierre.

Au début du XIIIe siècle, les seigneurs de Dampierre et de Neuchâtel-Bourgogne étaient les deux plus puissants nobles de la région. En 1207, Othon II de Bourgogne comte de Bourgogne donnait le commandement de la place de Vesoul à Richard de Dampierre. Ce dernier mourra en Palestine en 1227 lors d'une croisade à laquelle il participa avec son frère Eudes. Sa présence est prouvée par le récit de cette croisade. De l'existence de Richard il ne reste que quelques lignes de son testament daté de 1211 : « Hujus-rei testes sont Richardus comes montes-beligardi (Montbéliard). Stéphanus conestauble (Bourgogne) Richardus de domni petri (Dampierre) [...] actum est hoc incarnati verbi anno MCCXI. »
C'est en l'hommage de Richard que sa descendante Catherine de Dampierre fera, en 1382, entretenir la chapelle de « la Sainte Vraye Croix » à l'Isle en donnant ses dîmes de Colombier-Fontaine à cette chapelle sous l'agrément du sire de Neuchâtel-Bourgogne à qui elle en laissait la collecte. Dès cette époque Dampierre était très convoitée par les seigneurs des alentours. C'est ainsi que les Rougemont, les Neuchâtel-Bourgogne mais aussi les Montbéliard exerceront divers droits sur le village.
En 1262, Thiébaud IV de Rougemont (qui avait hérité du titre de vicomte héréditaire de Besançon donné à l'origine en 1090 à son ancêtre Hubald) reprenait des comtes Hugues et Alix divers droits à Poult, Dampierre et Grandvelle. Les Rougemont étaient une puissante famille qui avait compté trois archevêques parmi ses membres (Gérard 1221-1225, Eudes 1269-1301, Thiébaud 1405-1429). À partir de 1280, la localité de Dampierre changeait de suzerain. Après les Rougemont vint l'époque des Neuchâtel.
Un titre du samedi devant la nativité de Notre Dame (le 7 septembre) de l'année 1280 stipulait le don de Othon IV de Bourgogne, comte de Bourgogne, à Thiébaud III de Neuchâtel-Bourgogne, son cousin, du fief de Dampierre :"Nous Othons... palatin de Bourgoigne et sire de Salins faisons scavoir à tous que nous avons donnez et donnons à notre aimez cousin et féal Thiébaud ségneur de Neufchatel en accroissement de fief avec les aultres choses que il tient de nous les fieds de la Roche vers Dessoubre et de Soye lesquellez messire Richard fils... Thierry comte de montbéliard tenait de nous et lesquelz Oudot de Nolay... sire de chatillon tenoit dudit Richard et li donnons aussi avec ce le fied de dampierre dessus Lile, lequel la femme de monseigneur Vuillaume dit Chaillo... a repris et tient de nous. Et voulons mandons et commandons esprèssement par ces présentes lettres à ceulx qui tiennent et teuront les choses dessus dictes qu'ils en octroient en hommage dudit Thiébaud sire de Neufchatel. En tesmoignage de laquel chose nous avons baillé audit Thièbaud ces lettres scellées de notre scel, faictes et donnés le samedi devant la nativite Nostre Dame l'an nostre seigneur MCC octante".
Ce fief sera confirmé en 1294 par le comte de Bourgogne à Thiébaud IV. Quelque temps plus tard Gueman de Guermonhains ou Goumoens présentait au nom de son neveu Girard, l'hommage pour la seigneurie de Dampierre à Richard de Neuchâtel-Bourgogne.
Dans le même temps, la localité d'Etouvans, dont une partie sera confiée aux seigneurs de Dampierre, subissait elle aussi des changements de suzeraineté. En effet, en octobre 1248, Jean Machelar reprenait en fief de Thierry III de Montbéliard les biens qui lui provenait de sa femme et son fief de Bavans et d'Etouvans à charge de faire 40 jours de garde à Montbéliard, celle-ci possédait Etouvans, Lougres et Colombier-Fontaine. En 1299 Vuillemenot de Trouvans reprenait de Thiebaud III ce qu'il possédait dans ces villages.

### Le fief s'agrandit
La seigneurie avait été cédée par la femme de Monsieur Vuillaume avant qu'elle ne soit remise à Henri Souleven de Porrentruy puis à Girard et Jacques de Guermonhains ou Goumoens, aujourd'hui Goumois aux environs de Maîche. En 1316 elle était cédée à Thiébaud IV de Neuchâtel-Bourgogne par sa mère Agnès de Châteauvillain du Jura (baronnie située entre celle Nozeroy et celles de Saint-Claude), fille de Gaucher II de Commercy, qui la tenait de son époux Thiébaud III de Neuchâtel-Bourgogne par l'achat qu'il en avait fait en même temps que les seigneuries de Maîche et de Roche en 1303 à Henri Souleven de Porrentruy.
À l'orée de ce XIVe siècle, Guillaume Perceval de Goumoens et Girard, son frère, chevaliers du diocèse de Lausanne, reprenaient en fief en 1304 la forteresse de Dampierre de leur frère Guy, et en rendaient hommage au seigneur de Neuchâtel. C'est dès lors que les villages d'Etouvans et de Berche furent retranchés de la châtellenie du Châtelot pour entrer dans la seigneurie de Dampierre sur le Doubs. Le seigneur de Dampierre se voyait donc avoir comme fiefs Dampierre sur le Doubs, Etouvans, Berche, Villars-sous-Écot, Vermondans, Goux, Colombier-savoureux, Saint-Maurice, Colombier-Châtelot, Blussang, Soye et Blamont.
C'est donc dès cette époque que les seigneurs de Neuchâtel-Bourgogne intervinrent fréquemment à Dampierre, ainsi en 1316 ils obtenaient le patronage de l'église que Thiébaud V de Neuchâtel-Bourgogne accordait au nouvel hôpital de Blamont en 1351.
En 1354, le seigneur de Dampierre, probablement Guillaume, se voyait confirmer son fief. Un cartulaire des Neuchâtel-Bourgogne précise : "qu'il est vendu au seigneur de Dampierre, écuyer, plusieurs sujets à Berche avec la justice haute, moyenne et basse pour la somme de 400 florins d'or". De plus il recevait comme récompense des services qu'il avait rendus aux Neuchâtel "12 meix et 12 familles à Estouvans en toutes justice et seigneurie". Ce fief fera l'objet d'une reprise par Nicolas de Dampierre, chevalier, le 18 novembre 1364 et Catherine, veuve de Richard de Scey en 1369. La cérémonie se déroulait au château de Neuchâtel, à cette occasion les vassaux de la maison de Neuchâtel devaient porter de longues robes, composées de morceaux de différentes couleurs, représentant les armoiries du suzerain.

### L'hommage auxMontbéliard
Le village étant juste à la frontière du comté de Montbéliard le 17 octobre 1366 lors de l'alliance faite entre les princes allemands à l'instigation de l'empereur Charles IV pour la protection de l'Elsgau contre la France, Dampierre se voyait confirmer son appartenance aux Montbéliard. Une sentence arbitrale fut rendue le 12 septembre 1376 par Jean de Neuchâtel, évêque de Toul, et Jean de Ray, chevalier. Cette sentence stipulait qu'Étienne de Montfaucon, comte de Montbéliard et Thiébaud de Neuchâtel se partageraient la suzeraineté du fief de Dampierre. La majeure partie de Berche et d'Etouvans relevait désormais des Neuchâtel, le reste tombant sous la suzeraineté de la seigneurie de Granges, propriété des comtes de Montbéliard. Ainsi ces derniers se voyaient octroyer la grange close de fossés située à Dampierre ainsi que la moitié du fief des moulins et du finage en partage avec les Neuchâtel. Quant au château de Dampierre et au pontenage de Bavans, les deux seraient placés sous l'autorité des Neuchâtel.
Le 8 juillet 1381 était signée la sentence rendue par l'évêque de Toul et le seigneur de Ray. Dorénavant le comte de Montbéliard et le seigneur de Dampierre étaient tenus de rendre les hommages à Philippe II de Bourgogne duc de Bourgogne. Etouvans enclavé dans les seigneuries de Dampierre et de Neuchâtel dépendait de la principauté de Montbéliard. Quant à Berche il avait fait l'objet d'une reprise de fief par Nicolas de Dampierre en 1380. 7 ans plus tard, le 4 août 1387, Marguerite de Scey (veuve de Girard de Montjustin, chevalier) ainsi qu'Alix de Scey (femme de Guillaume Mouchet, de Besançon, écuyer) toutes deux filles et héritières de Richard de Scey et Catherine de Dampierre, se reconnaissaient vassales du comte de Montbéliard.
En cette fin de XIVe siècle, les anciens chevaliers de Goumoens, seigneurs de Dampierre, avaient prêté hommage pour la moitié du fief au seigneur de Neuchâtel et pour l'autre moitié au seigneur de Montbéliard. Cette situation était courante dans le comté du fait que ce dernier était entouré de seigneuries dites "souveraines" (les seigneuries d'Héricourt, du Châtelot, de Blamont et de Clémont). Elles seront réunies en 1505 pour la première et en 1561 pour les trois autres, de plus ces quatre terres étaient composées de communautés "mi-parties" dépendant à la fois de la Franche-Comté et de Montbéliard,.
Ce partage avait été confirmé par écrit en 1381 mais les Neuchâtel se faisaient de plus en plus gourmands et avaient fait main basse sur la totalité des terres et villages de la seigneurie de Dampierre en 1385. À cette date, Thiébaud de Neuchâtel, déclarait se reconnaître vassal du comte de Bourgogne pour ses terres de Blamont et de Dampierre entre autres : "Je Thiébaud reconnais tenir en fief de monseigneur Philippe fils du Roi de France duc et comte de Bourgogne mon chastel de Blamont... item le fief de feu Nicolas seigneur de Dampierre, ensemble environ XLVI journaux de terres arables... les bois des bancs dudit lieu, la moitié des dismes".
Afin de protéger ses biens à Dampierre Étienne de Montfaucon-Montbéliard faisait don à Philippe le Hardy, duc et comte de Bourgogne, de ce qu'il possédait à Dampierre. La preuve en est apportée par son dénombrement de Granges où il rapporte : « ... item le fief que l'on tient de moi à Dampierre sur le Doubs à cause dudit Granges (Granges-le-Bourg) c'est à savoir une grange close de fossés, la moitié des moulins de Dampierre, la moitié de toute la ville, finage et territoire de Dampierre en toutes choses quelconques sans en rien excepter... »
En même temps, le fief de Dampierre s'agrandissait. Ainsi en 1390 le fief de Lougres, de la mouvance du Châtelot, dont Thierry et Villerme de Trémoens acquittèrent les devoirs de 1279 à 1399 était transmis à Jeannette (fille de Nicolas de Dampierre) et Alix (fille de Catherine de Scey) dont les maris Jean Morellet de Chenevey et Guillaume Mouchet de Besançon reprenaient en fief.
En 1380 mourait Guillaume Perceval de Dampierre, chevalier, il léguait son héritage à son fils Nicolas qui épousa Mouchal de Rougemont et à sa fille Catherine mariée à Richard de Scey.
La lignée de Dampierre devait s'éteindre en 1385 avec la mort de Nicolas. Il était le dernier mâle de cette famille. Descendant des chevaliers de Goumoens, venus du diocèse de Lausanne, les seigneurs de Dampierre avaient comme armoiries "de gueules à deux clefs d'argent en sautoir et sur le haut entre deux, une fleur de lys d'or,", ils étaient alliés aux maisons de Scey, de Rougemont, de Chateaurouillaud...
En 1390, Jeannette de Dampierre, fille de Nicolas, femme de Jean Morellet de Chenevey, rendait hommage au seigneur de Neuchâtel pour ce qu'elle possédait à Dampierre ; son époux déclarait lui aussi tenir en fief et en hommage au seigneur de Neuchâtel tout ce qu'il possédait à L'Isle-sur-le-Doubs. La fille et héritière de Jeannette, Marguerite de Chenevey, en épousant Robert de Mélligny offrait à ce dernier la seigneurie de Dampierre.

### LeXVesiècle

Blason fr famille de Méligny (Doubs).

Avec ce siècle la seigneurie de Dampierre arrivait, par mariage, dans la famille de Mélligny, reçus chevaliers de St Georges en 1507, 1547, 1550 et 1571. Ils étaient une branche distincte des Méligny-Champagne elle-même issue des anciens comtes de Champagne. L'héritière de la seigneurie qui était Marguerite de Chenevey, fille de Jeannette de Dampierre et de Jean Morelet de Chenevey, épousait Robert de Mélligny, veuf d'Hugonette de Mathay (fille de Regnaud de Mathay). Robert de Mélligny, maître d'hôtel de duc de Bourgogne devenait ainsi seigneur de Dampierre et apposait ses armoiries, d'azur à la bande d'argent cotoyée de deux bandes d'or potencées et contre-potencées de sable, sur le château de la localité.

#### Les temps difficiles
En 1437-39, les villageois ont dû faire face aux écorcheurs des comtes de Bourgogne, ceux-ci étaient des bandes de soldats sans emploi qui vivaient sur les provinces après le traité d'Arras de 1435 signé entre Charles VII et le duc de Bourgogne Philippe le Bon. Ces pillards, après avoir envahi l'Alsace descendirent dans le comté de Montbéliard et passèrent à Dampierre.
En 1444,, les Français sous la conduite du dauphin de France, le futur Louis XI, allaient faire la guerre aux Suisses et se dirigeaient vers Bâle. Profitant de leur présence dans le pays de Montbéliard les troupes du dauphin se livrèrent au pillage. Ils maltraitèrent et rançonnèrent les habitants ainsi que le chapitre Saint Mainboeuf, pillèrent l'abbaye Notre-Dame de Belchamp et firent le siège de Montbéliard. Le 17 août de la même année le dauphin se rendait au château de Dampierre. Il y retrouvait le bailli de Montbéliard et tous deux signèrent le traité d'occupation de la cité des princes ainsi que des seigneuries de Blamont, Héricourt et l'Isle-sur-le-Doubs par les troupes françaises.
30 ans plus tard, ce sont les Suisses qui, après avoir rasé Blamont, mettaient le village de Dampierre à feu et à sang.
En 1493 la localité subit la révolte des paysans, ceux-ci s'élevaient contre les dîmes, la redevance et le servage qui les accablaient.

#### Une identité retrouvée
En 1368, le duc d'Autriche enlevait la seigneurie d'Héricourt à Étienne de Montfaucon-Montbéliard et la remettait à Thiébaud de Neuchâtel. Ce dernier, pensant pouvoir prétendre aux possessions montbéliardaises, voulait s'approprier la totalité du fief de Dampierre. Déjà en 1316 les droits du prieuré de Lanthenans, qui avait le patronage de l'église de Colombier-Fontaine et celui de la chapelle de Villars-sous-Écot et qui étaient revenus à Girard et Jacques de Guemouhan (ou Goumoens, canton de Vaud, Suisse) seigneurs de Dampierre avec le patronage des églises de Dampierre, Lougres, Roches-lès-Blamont et Montécheroux, avaient été cédés à Agnès de Commercy veuve de Thiébaud III de Neuchâtel-Bourgogne et à son fils Thiébaud IV.
Afin de faire face aux menaces de ce dernier sur leur fief, le seigneur de Dampierre Robert de Méligny ainsi que Jean Morelet de Chenevey, sa femme Jeannette de Dampierre, Guillaume Moichey, de Besançon et son épouse Aélis de Scey, déclaraient tenir en fief tout ce qu'ils possédaient à Dampierre. Ils reçurent le soutien de la comtesse de Bourgogne, Marguerite, qui donnait l'ordre en 1406 de débouter Thiébaud de Neuchâtel des prétentions qu'il avait élevées sur ce fief et d'en confirmer la possession aux héritiers de Nicolas et Catherine de Dampierre. Par cette décision la comtesse confirmait la suzeraineté d'une partie de Dampierre aux Wurtemberg-Montbéliard, le reste dépendant directement du comté de Bourgogne.
Les Neuchâtel qui exerçaient des droits sur la localité depuis 1280 sont donc évincés en 1406. Restent les Wurtemberg-Montbéliard.
En 1453 Jean de Méligny, fils de Robert de Méligny, seigneur de Dampierre, reprenait la seigneurie en fief d'Eberhard IV de Wurtemberg, comte de Montbéliard tout en restant arrière-vassal de ce dernier pour la portion de fief que les Dampierre possédaient à Présentevillers.
Pour compliquer la situation les Montbéliard, s'ils renoncent au fief, gardent des droits sur Dampierre et en particulier sur ses moulins.
La seigneurie de Dampierre étant sur les rives du Doubs, possédait des moulins. Ils sont signalés dans les documents dès 1408 et il est probable qu'ils existaient déjà au XIVe siècle. Ces moulins firent l'objet de disputes entre les seigneurs de Dampierre et les comtes de Montbéliard. Ce furent ces derniers qui triomphèrent. En 1408 Robert de Méligny reconnut au comte de Montbéliard les droits qu'il avait sur le Doubs et l'écluse du moulin. Un siècle plus tard, en 1524, lorsqu'il fallut rehausser cette écluse, Jean II de Méligny dut obtenir l'autorisation d'Ulrich de Wurtemberg-Montbéliard. Ce rehaussement eut d'ailleurs des inconvénients et occasionna de grandes inondations dans la contrée un siècle plus tard.
Après avoir écarté les Neuchâtel et repris le fief des Montbéliard, la seigneurie de Dampierre formait dorénavant un tout. Elle comprenait, outre Dampierre, la localité de Berche et une partie d'Etouvans et de Présentevillers. Elle allait s'enrichir en 1448. À cette date Jean I de Méligny, seigneur de Dampierre, signa une transaction avec Jean d'Allenjoie, seigneur, par laquelle les dîmes de Valentigney, Villers-les-Baissières et Sainte-Marie appartiendraient au seigneur de Dampierre.
En 1451 est signalé un procès entre le seigneur de Dampierre et Jean Stoquart de Porrentruy sans que nous en sachions la cause et le jugement.
Enfin et pour terminer ce siècle mouvementé le village recevra sa charte de franchise en 1485.

### LeXVIesiècle

#### La succession des Méligny
En 1545 mourait Jean I de Méligny, seigneur de Dampierre, fils de Robert de Méligny et de Marguerite de Chenevey. Il laissait une veuve, Catherine de Rougemont qu'il avait épousée en 1497. Jean I avait fait son testament à Besançon le 10 juin 1545 par lequel il déclare que sa fille Bonne « ... a été payée de tout ce qui lui pouvait avenir...", il charge son fils Nicolas de  »... rapporter et donner à ses frères Simon et Guillaume la somme de 300 écus au soleil...", il donne à son fils François, chanoine et notaire au Saint-Siège Apostolique, sa part qu'il a sur « ... les terres et seigneurie de la Coste ensemble de ses appartenances et dépendances avec ce qu'il possède es lieux et territoires de Chastelot, Colombier-Savoureux, Blamont et Roche-les-Blamont... », il institue enfin Nicolas, Simon et Guillaume, ses fils, ses héritiers pour tous les biens à parts égales tout en spécifiant que « ... la part de Nicolas tant pour le tiers de ces biens que pour sa part des biens maternel il ne doit avoir que 600 francs de rente... »
C'est ainsi que le 23 février 1545 était signé un traité entre Simon et Guillaume de Méligny d'une part et Nicolas de Méligny d'autre part, touchant la succession de leur père :
En 1555 décédait Guillaume de Méligny, sans enfant. Il avait fait son testament le 24 août de la même année. Ses dernières volontés stipulaient qu'il donnait à son frère Simon son droit et la dîme ainsi que l'hommage et la mainmorte qu'il avait à Roche devant Blamont avec son finage, à Nicolas son autre frère il léguait sa part des dîmes de Montécheroux, enfin il faisait ses héritiers pour Dampierre et son fief les enfants de Nicolas, de Simon et de Bonne.
Le testament de Guillaume ne sera pas respecté par ses frères. Ces derniers se partageront Dampierre avec Richard de Scey qui avait en 1561 acheté des terres de la seigneurie. Ces mêmes terres seront rachetées par le comte de Montbéliard en 1586.
Nicolas de Méligny mourrait en 1557 et était inhumé dans l'église de Dampierre où sa tombe, encore visible, porte l'épitaphe incomplète suivante :
"Cy . gist . nicolas . de Mélligny
Escuyer...
1557 . dieu . ait . son . ame ."
Nicolas et Simon n'avait pas voulu se tenir au testament de leur frère Guillaume. Celui-ci voulait que la seigneurie revienne à ses neveux et nièces, en particulier Desle de Méligny, tandis que ses frères recevaient une rente sous forme de dîmes et de mainmorte. Après le décès de Nicolas c'est Simon seul qui régenta Dampierre. À sa mort en 1567, et sans enfants, l'héritage et le fief de Dampierre revenait enfin à Desle de Méligny, fils de Nicolas et de Jeanne d'Orsans, tandis que les seigneuries de Loz et de Quingey étaient remises à Eme de Méligny, femme de Nicolas Lallemand et nièce de Simon de Méligny.

#### L'hommage auxMontbéliard
Le siècle précédent avait permis au seigneur de Dampierre de se dégager des prétentions des Neuchâtel et des Wurtemberg-Montbéliard. Ces derniers gardaient toutefois des droits sur les moulins du village.
Devant les tiraillements qui opposaient les Français et les Montbéliard aux frontières du comté, Dampierre devait se protéger des conflits en question en se rapprochant de l'une des deux parties. C'est ainsi qu'en 1544 Guillaume de Méligny, seigneur de Dampierre, fils de Jean I, et Jean Nicolas Semois prêtaient hommage à Ulrich VIII, Christophe et Frédéric de Wurtemberg-Montbéliard. Les seigneurs de Dampierre répèteront cet hommage en 1551, 1560 et 1584.

#### La vie à Dampierre
- Le 9 avril 1519, une sentence est rendue à la justice de Dampierre contre un particulier pour le droit de tavernage.
- En 1539, Nicolas de Diessbach, prieur de Vaucluse perd les biens de ce prieuré. Ce dernier administrait les églises les plus proches (Dampierre, Dannemarie, Dampjoux...).
- Le 28 juillet 1559, les habitants de Berche se placent sous la protection du Roi et obtiennent de François de la Baulme, bailli d'Amont, l'autorisation de faire pâturer leurs bêtes à Etouvans les territoires de Berche ne suffisant plus. En sollicitant ainsi la sauvegarde royale, les habitants échappaient en partie à la tutelle des seigneurs de Dampierre. Ces derniers intentèrent un procès en 1619 pour les obliger à moudre leurs grains dans le moulin de Dampierre.
- En 1563, une sentence du bailliage de Beaume maintient le patronage de la cure de Dampierre au comte de Furstemberg pour la seigneurie de Neuchâtel. Ce droit était contesté depuis 1562 par Monsieur Perrot, curé de l'Isle, et Monsieur Balthasard, chanoine à Montbéliard[18].
- Le 26 décembre 1569, Jean Boiget et Claude Beuschot, d'Etouvans, déclarent devoir au seigneur de Dampierre le jour de la Saint Étienne "Deux gros pains et deux chapons d'un aulne de province depuis la teste à la queue".
- Le 16 juillet 1574, le seigneur de Dampierre spécifie au curé de Villars-sous-Écot qu'il ne doit pas percevoir la dîme car celle-ci appartient au seigneur de Dampierre qui a un droit de finage sur les deux tiers de Villars-sous-Écot.
- En 1580, le curé de Dampierre se nommait Claude Dumest, c'est le plus ancien desservant connu.

#### Desle de Méligny, dernier du nom
Alors que les rapports entre les seigneurs de Dampierre et leurs suzerains ont toujours été mouvementés, la situation va se clarifier avec Desle de Méligny. Ce dernier, à la mort de son oncle Simon en 1567, héritait de la seigneurie de Dampierre et d'une partie des dîmes et mainmortes des autres fiefs qu'il devait partager avec ses sœurs. Ce partage sera confirmé en 1573 par un arrêt du parlement. L'héritage de Desle est connu avec précision par un acte du 10 mars 1584 où il décrit ses possessions :
En 1571, les comtes de Montbéliard, Ulrich VIII et Frédéric de Wurtemberg voulurent établir la religion réformée à Dampierre mais ils seront repoussés par les villageois. Malgré cela Desle de Méligny reste en bons termes avec Frédéric de Wurtemberg-Montbéliard. Ainsi le 28 mars 1573 il présente un dénombrement à Frédéric de Wurtemberg. Par cet acte le seigneur de Dampierre se déclare vassal du comte de Montbéliard. Dans ce dénombrement il est fait mention d'un manoir dit " La grange des Fossés", ceint de murs et de fossés, ainsi que de pêcheries sur le Doubs et une partie des moulins de la seigneurie.
Un autre acte daté du 14 décembre 1573 atteste de la bonne entente entre les deux seigneurs. Cette lettre, de Frédéric de Wurtemberg-Montbéliard accorde à Desle de Méligny la permission de tirer les canards le long des rives du Doubs : "Sur requestre de noble seigneur Desle de Méligny seigneur de Dampierre sur le Doubz requerons vouloir permettre et licentier tant à luy qu'à ses serviteurs domestiques de pouvoir tirer à l'acquebutte sur les rivières de Monseigneur le comte aulx canardz du costet de Bavans et Voujacourt l'on permet audit sieur suppliant et à ses serviteurs domestiques seulement et non à aultres quelz qu'ilz soient pouvoir tirer aulx canardz sur la rivière du Doubz mesmes depuis ledit Dampierre jusques au pont de voujacourt du costet dudit Dampierre et depuis ledit Dampierre jusques a Colombier Savoureux et ce de grace spéciale en faveur de bonne voisinance et jusques aultrement soyt ordonné".
Une autre faveur est accordée au seigneur de Dampierre. En novembre 1581 Frédéric de Wurtemberg acceptait d'être le parrain de la fille de Desle de Méligny. Le comte de Montbéliard se fit représenter au baptême par l'un de ses officiers, Guillaume de Vaulx, capitaine de Clerval. Une lettre datée du 10 novembre de la même année donne la liste des dons que Guillaume de Vaulx fit à l'occasion de ce baptême au nom du comte de Montbéliard.

Blason de la famille de Vaudrey.

Selon la coutume au comté de Bourgogne il fut remis « quatre douzaine de torches d'une livre chacune, deux bottes de dragées pesant six livres et demie, une botte de confiture d'une livre, un écu au soleil au curé, deux écus au soleil à la sage femme, un écu au soleil aux cuisinières, un demi philips taler au maître d'écurie, un teston de roy au portier du château, rien à la nourrice car l'enfant serait allaité par sa mère Peronne de Vaudrey ».
Le 25 janvier 1584, le comte de Montbéliard assisté de son bailli, de son chancelier et de son conseil reçut au château de Montbéliard la prestation de foi et hommage de son vassal Desle de Meligny. En 1595, ce dernier mourait, il avait épousé Péronne de Vaudrey et avait eu une fille Françoise de Méligny. Cette dernière en épousant François de Vaudrey en 1610 apportait la seigneurie de Dampierre dans cette famille de Vaudrey issue de la maison de Thoire.

### LeXVIIesiècle

#### La guerre de Dix Ans
Par l'édit de Nantes de 1598, le roi de France assurait la liberté de culte aux protestants (ce qui était le cas de tout le pays de Montbéliard). Avec l'arrivée sur le trône germanique de l'Empereur Ferdinand II de Habsbourg débutait la guerre de Trente Ans contre les protestants. En 1634 l'épisode Franc-Comtois de cette guerre s'étendait jusqu'en Alsace. Les troupes impériales germaniques cantonnées dans les environs de Lure faisaient de fréquentes incursions dans le comté de Montbéliard qui était protestant depuis 1577. Pour faire face, le gouverneur de Montbéliard demandait l'aide de la France. Devant ce fait le duc de Lorraine, allié aux germaniques, venait en avril 1635 attaquer la ville de Montbéliard qu'il enleva et où il plaça le marquis Jacques Rouxel de Grancey comme gouverneur. Celui-ci voulait s'ouvrir le chemin des "montagnes", aussi le 10 mars 1637 il enlevait la seigneurie de Dampierre. En même temps il forçait le bailliage d'aval. Les Français ripostèrent en reprenant le pont de Voujeaucourt et Dampierre. Au mois de mai de la même année 3000 Bourguignons assiégeaient à nouveau le pont de Voujeaucourt repris depuis par les germaniques. À son tour Grancey enlevait l'Isle, Mathay et Dampierre. Le 24 juin 1637 Grancey incendiait le château de Dampierre que les Français assiégeaient depuis le 12 juin et qu'ils reprirent définitivement en juillet 1637. Le 30 juin 1694 un incendie ravageait la localité,.

#### Les seigneurs de Dampierre

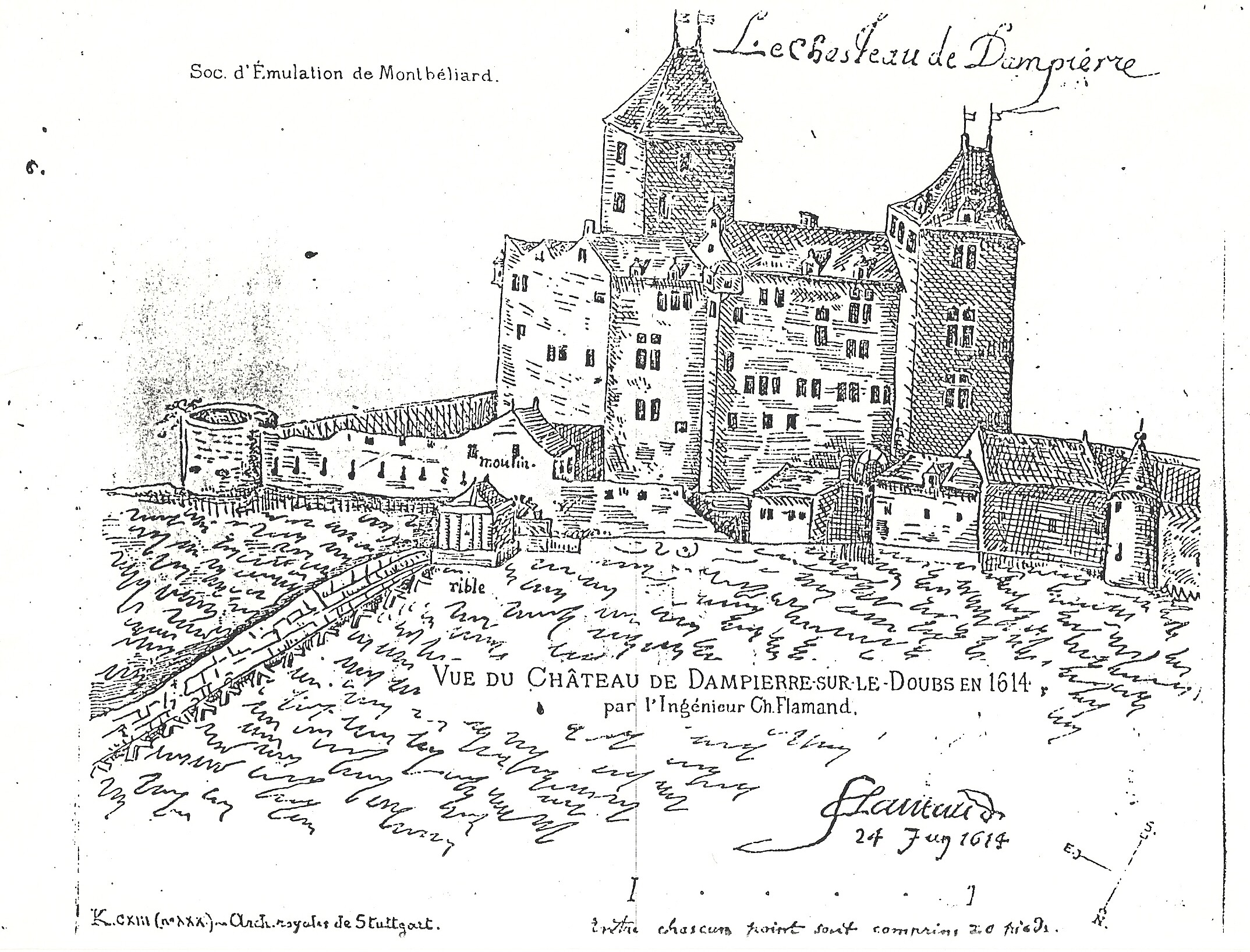
Vue du château de Dampierre en 1614.

La lignée de Méligny qui avait succédé aux Dampierre depuis la fin du XIVe siècle va s'éteindre le 26 mai 1595 à Montbéliard au domicile de Jean Chemilleret avec la mort de Desle de Méligny, seigneur de Dampierre et capitaine à Clairvaux pour le duc de Wurtemberg. La seigneurie revenait à Françoise de Méligny, fille de Desle, qui le 18 mai 1610 épousait François de Vaudrey, seigneur de Beveuges. La famille de Vaudrey, issue de la maison de Thoyres, avait comme armoiries "De gueule, emmenché d'argent de deux pièces" et comme devise "J'ai valu, vaux, vaudrey".
L'héritage de Desle de Méligny ne sera effectivement partagé que le 1er avril 1612. À cette date Françoise de Méligny ainsi que sa sœur Maxence, femme de Christophe de Cult, se partageront les biens de leurs parents Desle et Péronne de Méligny.
Au début du XVIIe siècle, les possessions des seigneurs de Dampierre sont encore importantes. Outre le fief d'origine composé de Dampierre, Berche et d'une partie d'Etouvans (dont le seigneur de Dampierre déclarait tenir 17 maignies d'homme de condition mainmortables, taillables et corvéables tandis que Fréderick-Charles de Wurtemberg-Montbéliard s'y comptait cinq familles taillables), la seigneurie possédait celle de Goux les Neuchâtel plus celle de Beveuges à partir de 1610. En 1620 le parlement de Dole confirme la sentence du bailliage de Beaume qui adjugeait au seigneur de Dampierre le canton de Clairières. Cette sentence faisait suite à une plainte du parlement de Dole en 1610 qui informait l'archiduc des attentats commis par le duc de Wurtemberg-Montbéliard contre Dampierre car il se prétendait souverain du fait de sa possession de Bavans.
En matière de justice, le seigneur de Dampierre avait tous les droits sur ses terres. Dans le cas d'Etouvans, qui était mi-partie avec les Montbéliard, le droit de justice sur le village, la rivière et les terres s'y rattachant est confié au seigneur de Dampierre à l'issue des conférences tenues entre les députés du comté de Bourgogne et de Montbéliard pour la délimitation des provinces le 28 octobre 1615.
Comme toute seigneurie, celle de Dampierre se doit de prêter hommage à ses suzerains. C'est pourquoi en 1622 François de Vaudrey rend hommage à Ferdinand de Longwy dit de Rye, archevêque de Besançon et seigneur de Neuchâtel, ce dernier reporta cet hommage à Philippe IV. Le 16 août 1633 un cartulaire de l'Abbaye des Trois Rois signifiait la reprise de fief faite au comte d'Ortembourg par le seigneur de Dampierre. En 1676 le comte de Montbéliard et le seigneur de Neuchâtel se partageait l'hommage de Dampierre, les Neuchâtel étant suzerains sur le château et ses dépendances.

#### La justice à Dampierre
Le seigneur de Dampierre avait toute justice sur son fief qui comprenait Dampierre et Berche, tandis qu'à Etouvans la justice était rendue conjointement avec les Montbéliard.
Le partage du droit de justice seigneurial à Etouvans ne satisfaisait pas le duc de Wurtemberg-Montbéliard mais celui-ci, lors d'un débat qui eut lieu le 28 octobre 1615, reconnaissait que c'était parce qu'Etouvans n'était pas une ancienne possession montbéliardaise mais une acquisition des seigneurs d'Aras et d'arrière vassaux du comté de Bourgogne qu'il n'était reconnu au prince de Montbéliard que le droit d'établir sur Etouvans un procureur afin de "poursuivre les causes pour prévention" tandis que le juge et le greffier étaient institués par le seigneur de Dampierre.
Au XVe siècle déjà ce droit de justice contrariait les Montbéliard, d'autant plus que le 23 juin 1598 le parlement de Dole signalait à l'archiduc Albert que "les vingt feux (vingt familles) ont tourjours faict le guet et garde au chasteau dudit Dampierre, comparuz aux monstres d'armes toutes etquantes fois leur a esté commandé non seulement par devant le sieur dudit Dampierre ou son commis et capitaine, mais aussi par devant les capitaines du ressort de Baume (Baume-les-Dames) qui est l'un des sièges provinciaux de cedit comté, et entre lesdits subjectz ont esté choisis des soldatz esleus par les capitaines de S.M. audit ressort pour marcher avec les aultres subjects esleus audit pais, ont respondu sans difficulté en première instance en la justice de Dampierre en tous cas, et ont esté releves les appelz au bailliage de la seigneurie de Neuchâtel qui est de mesme de cedit comté, et dois la audit Baulme, et en dernier ressort a ceste court (du parlement de Dole).
Un procès fut intenté au duc de Wurtemberg-Montbéliard qui voulait s'approprier la haute justice à Etouvans. L'affaire fut portée au Bailliage de Beaume et une sentence arbitrale fut rendue le 5 mai 1466 qui dut être confirmée par Eberhard VI de Wurtemberg-Montbéliard et scellé de son sceau le "vendredi avant la nativité de St Jean Baptiste 1468". Cette sentence en faveur de Dampierre stipulait que : "Le seigneur de Montbéliard aurait à Etouvans sur les communaux la haute justice conjointement avec le seigneur de Dampierre à condition qu'aucun criminel ne pourrait être exécuté qu'après que la condamnation aurait été confirmée par le juge de Dampierre et qu'il ne pourrait être exécuté qu'au signe patibulaire que le seigneur de Dampierre ferait élever entre Etouvans et Dampierre". 
Le débat de 1615 arrivait aux mêmes conclusions et le droit de justice du seigneur de Dampierre sur Etouvans était confirmé une seconde fois.
Peu d'archives des actes de justice à Dampierre sont exploitables, cependant quelques-unes sont données par les archives départementales :
- 1612 : Un procès oppose le procureur de Dampierre aux habitants de Berche qui avaient pris des chênes abattus par "orvale" alors que le procureur maintenait "qu'ils avaient encore vie". Ce droit de bois mort fut confirmé aux habitants de Berche par Gaspard-Melchior de Vaudrey en 1632 moyennant la somme de 100 francs.
- 1691 : Interpellation du seigneur de Dampierre aux habitants de Berche pour le droit de gîte aux chiens lorsque le seigneur chassait. La même année est rendue une sentence qui condamne un particulier de Dampierre à payer comme cabaretier une pinte de vin par tonneau vendu.
- 1693 : Isabelle Madeleine de Brun, veuve de Jean-Antoine de Vaudrey, rappelle que, outre la justice, les corvées, la taille, le gîte aux chiens, la garde et le guet au château amodié à 700 francs ses sujets d'Etouvans doivent donner chaque année 16 pains de sel pour l'ordinaire du château.
- 1697 : Hugues Alix de Berche ainsi que divers habitants de Dampierre furent poursuivis pour le délit d'avoir coupé du bois dans la forêt des "bans".

#### La paroisse
Alors que tout le comté de Montbéliard avait adopté officiellement la religion réformée depuis 1577, Dampierre restait fidèle à la religion catholique. Ainsi le conseil de régence de Montbéliard interdisait à ses sujets habitant Etouvans de fréquenter l'église de Dampierre et devaient donc se rendre, pour pratiquer le culte protestant, à Colombier-Fontaine
Le plus ancien administrateur connu de la paroisse est Thiébaud Compaigne qui fut en poste jusqu'en 1675. Il eut comme successeur Claude François Desenaux qui fut curé jusqu'en 1681.
Il ne reste pas de traces de leurs prédécesseurs. En 1610, une vente est faite par François de Vaudrey et Christophe de Cult, son beau-frère, au curé de Dampierre. Le 15 février 1614 un traité est signé entre Françoise et Maxence de Méligny et le chapelain de la chapelle fondée en l'église de Dampierre au sujet des dîmes. En 1624 le défrichement de la forêt "du Fays" à Voujeaucourt fut le point de départ de contestations entre le prince Fréderick-Charles de Wurtemberg et les curés de Dampierre desservant Voujeaucourt au sujet des dîmes auxquelles prétendait le comte de Colligny, seigneur de Goux, en qualité de co-seigneur de Voujeaucourt. Le parlement de Beaume donna raison au curé de dampierre. Le 9 septembre 1692 le bailliage de Beaune débouta le curé de Dampierre de sa demande de perception de dîmes sur le canton du Mont.

#### L'agriculture et l'élevage
L'agriculture était la ressource principale de la localité. En 1688 il était dénombré 16 chevaux et 56 « bêtes à cornes ». La même année il était récolté grâce aux 8 charrues de la communauté : 736 boisseaux de froment, 108 d'orge, 1566 d'avoine et 24 de menus grains. Pour Etouvans le même recensement ne porte que sur les 2/3 du village (cette partie appartenant au seigneur de Dampierre était appelée « côté du Roi » à l'opposé du « côté de Montbéliard »). Il était recensé 23 « bêtes à laine », 27 mulets, 9 chevaux en plus de pieds de vignes d'une superficie de 15 « ouvrées ». À Berche il y avait 2 chevaux, 44 « bêtes à cornes » et 96 moutons au même recensement.

## Politique et administration
| Période                                  | Période      | Identité        | Étiquette                                                 | Qualité                                                |
| ---------------------------------------- | ------------ | --------------- | --------------------------------------------------------- | ------------------------------------------------------ |

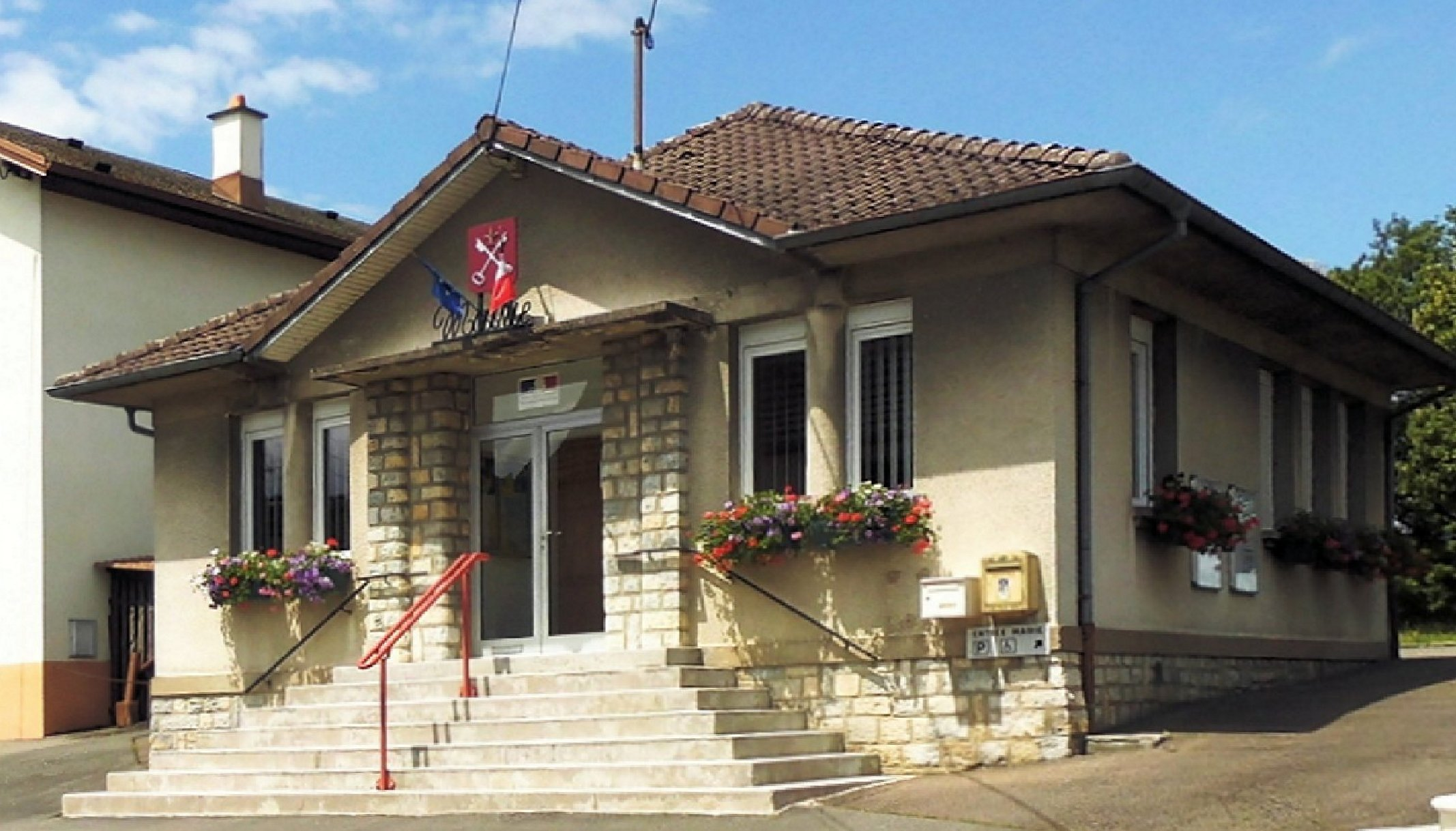
La mairie.

| 1886                                     | janvier 1918 | Olivier Jeannin | Engagé à gauche, membre de la Libre-Pensée de Montbéliard | Négociant, officier d'académie                         |
| avant juin 1995                          | mars 2008    | Charles Vadam   | PCF                                                       |                                                        |
| mars 2008                                | mai 2020     | Marie Chassery  | PS                                                        | Retraitée Fonction publique Conseillère départementale |
| mai 2020                                 | en cours     | Yanick Génin    |                                                           |                                                        |
| Les données manquantes sont à compléter. |              |                 |                                                           |                                                        |

## Démographie
L'évolution du nombre d'habitants est connue à travers les recensements de la population effectués dans la commune depuis 1793. Pour les communes de moins de 10 000 habitants, une enquête de recensement portant sur toute la population est réalisée tous les cinq ans, les populations de référence des années intermédiaires étant quant à elles estimées par interpolation ou extrapolation. Pour la commune, le premier recensement exhaustif entrant dans le cadre du nouveau dispositif a été réalisé en 2008.

En 2022, la commune comptait 452 habitants, en évolution de −1,74 % par rapport à 2016 (Doubs : +1,88 %, France hors Mayotte : +2,11 %).
| 1793 | 1800 | 1806 | 1821 | 1831 | 1836 | 1841 | 1846 | 1851 |
| ---- | ---- | ---- | ---- | ---- | ---- | ---- | ---- | ---- |
| 194  | 145  | 209  | 249  | 230  | 303  | 325  | 362  | 368  |

| 1856 | 1861 | 1866 | 1872 | 1876 | 1881 | 1886 | 1891 | 1896 |
| ---- | ---- | ---- | ---- | ---- | ---- | ---- | ---- | ---- |
| 334  | 331  | 335  | 352  | 366  | 344  | 298  | 269  | 245  |

| 1901 | 1906 | 1911 | 1921 | 1926 | 1931 | 1936 | 1946 | 1954 |
| ---- | ---- | ---- | ---- | ---- | ---- | ---- | ---- | ---- |
| 200  | 230  | 241  | 243  | 280  | 310  | 270  | 258  | 251  |

| 1962 | 1968 | 1975 | 1982 | 1990 | 1999 | 2006 | 2008 | 2013 |
| ---- | ---- | ---- | ---- | ---- | ---- | ---- | ---- | ---- |
| 323  | 315  | 391  | 474  | 536  | 494  | 502  | 504  | 475  |

| 2018 | 2022 | - | - | - | - | - | - | - |
| ---- | ---- | - | - | - | - | - | - | - |
| 454  | 452  | - | - | - | - | - | - | - |

En 1681, Frédérick-Charles de Wurtemberg-Montbéliard comptait cinq familles taillables et corvéables à Etouvans alors que vers 1600 c'était 10 sujets chefs de famille où non qui étaient désignés comme "manants et habitants du comté de Montbéliard à Etouvans". À la même époque les Méligny possédaient en fief et hommage 17 "maignies" d'hommes à Etouvans. À noter qu'en 1614 Etouvans comptait 22 feux, en 1657 y habitaient 93 personnes. En 1657, Dampierre compte 60 habitants pour 12 ménages (on y trouve des Chambert, Devilliers, Estienne, Montomont, Courdier, Guennotte, Garnichey et Alix), en 1688 il était compté 74 habitants répartis en 14 maisons, alors que Bavans n'en compte que 70 et Pont-de-Roide-Vermondans 94,.

## Lieux et monuments
- L'église

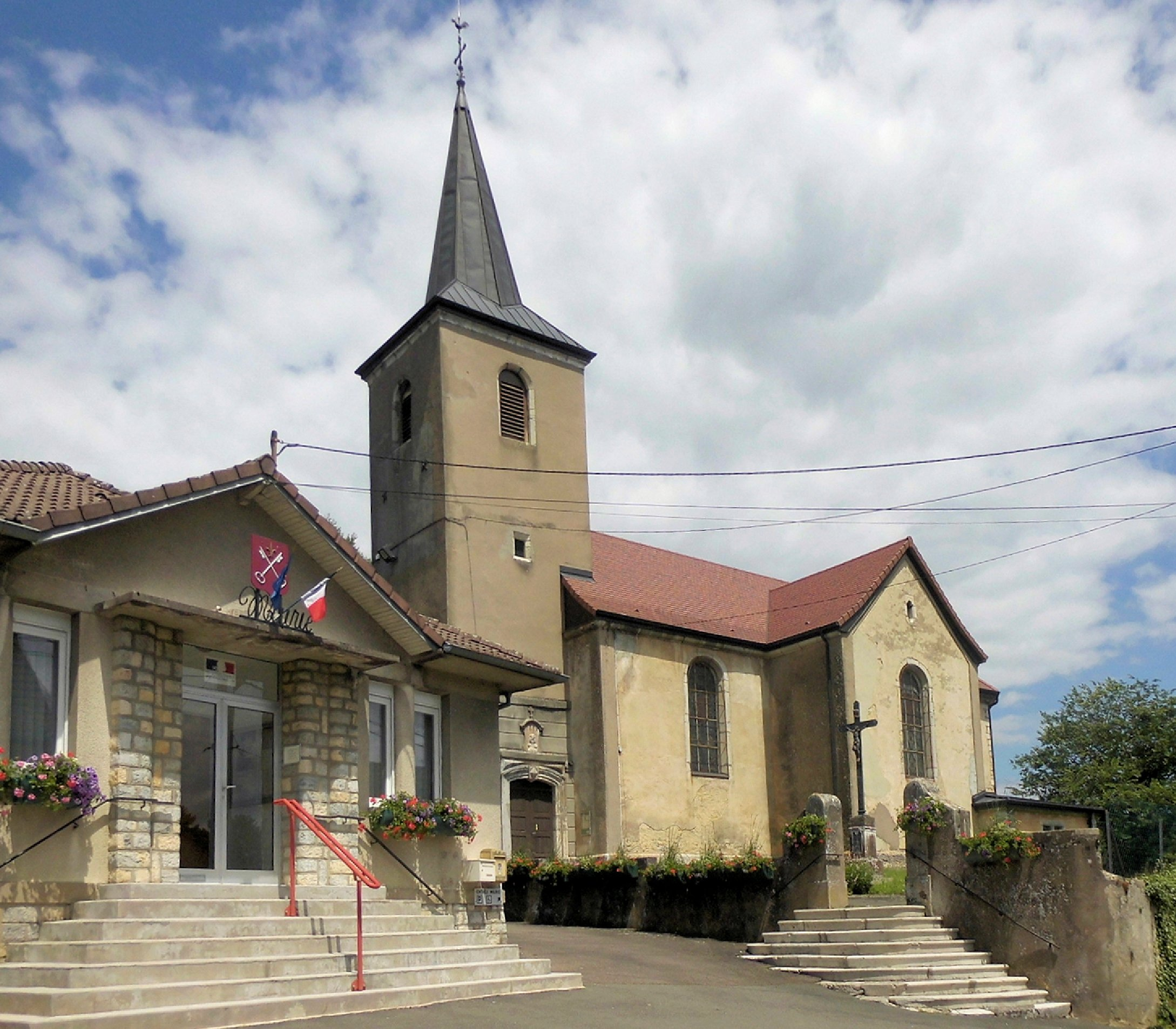
L'église Saint-Pierre-Saint-Paul.

Il semble que l'église soit à l'origine du nom de la localité. Dans une charte d'Hugues Ier de Salins archevêque de Besançon et daté de 1040, il est fait mention de DOMMO PETRO comme chef-lieu d'une petite seigneurie comprenant Berche et une partie d'Etouvans, deux bulles des papes Innocent II et Célestin II mentionnent encore le village. En effet DOMMO PETRO dériverait de DOMMUS PETRUS (le seigneur Pierre) ou de DOMUS PETRAE (la maison de Pierre). Dans les deux cas c'est ici Saint Pierre que l'on honore. L'église possède deux patrons, saint Paul et saint Pierre, les armes de ce dernier (deux clés entrecroisées) figurent au fronton du porche de l'église mais aussi sur les armoiries des premiers seigneurs de la localité, ces armoiries étaient "de gueules à deux clés d'argent en sautoir et sur le haut entre deux, une fleur de lys d'or". L'origine religieuse du nom de Dampierre sur le Doubs date de l'époque mérovingienne ou carolingienne. À cette époque le mot DAN ou DAMPS tirait son origine du latin DOMMIS qui signifiait "monsieur" et était un titre accordé aux saints. Pourquoi Saint Pierre a-t-il été choisi ? Peut-être parce que l'église de Dampierre sur le Doubs pourrait être la plus ancienne de la région (il semblerait qu'un édifice religieux existait déjà au Ve siècle bien que cela ne soit pas prouvé) ou parce qu'elle est construite sur un roc (tu es Pierre et sur cette pierre je bâtirai mon église). Toujours est-il qu'une église existait déjà à Dampierre sur le Doubs en 1040 puisque la charte d'Hugues de Salins datée des calendes de novembre donnait à l'abbaye de Beaume les Nonnes (Baume-les-Dames) la propriété de 14 églises dont celle de Dampierre sur le Doubs, tandis que Berche (le village voisin) se voyait confirmer sa dépendance à l'abbaye de Belchamp en 1181 par le Pape Luce III (ce qui tendrait à démontrer que Berche ait été fondé par les moines prémontré de cette abbaye. Ces moines faisaient partie d'un ordre fondé en 1120 par Saint Norbert à Prémontré près de Laon) et qu'Etouvans devra attendre 1182 pour lui aussi faire partie de cette même abbaye. La preuve en est apportée par une décision du pape Luce III qui, le 5 janvier de cette même année prend sous sa protection l'abbaye de Belchamp et en confirme ses biens, parmi ceux-ci "apud estovans mansum unum". Notons aussi que les patrons secondaires de l'église de Dampierre sur le Doubs sont Saint Ferréol et Saint Ferjeux. Ils deviendront en 1847 les patrons de l'église d'Etouvans. Avant cette date les habitants de cette commune allaient à l'office de Dampierre sur le Doubs.

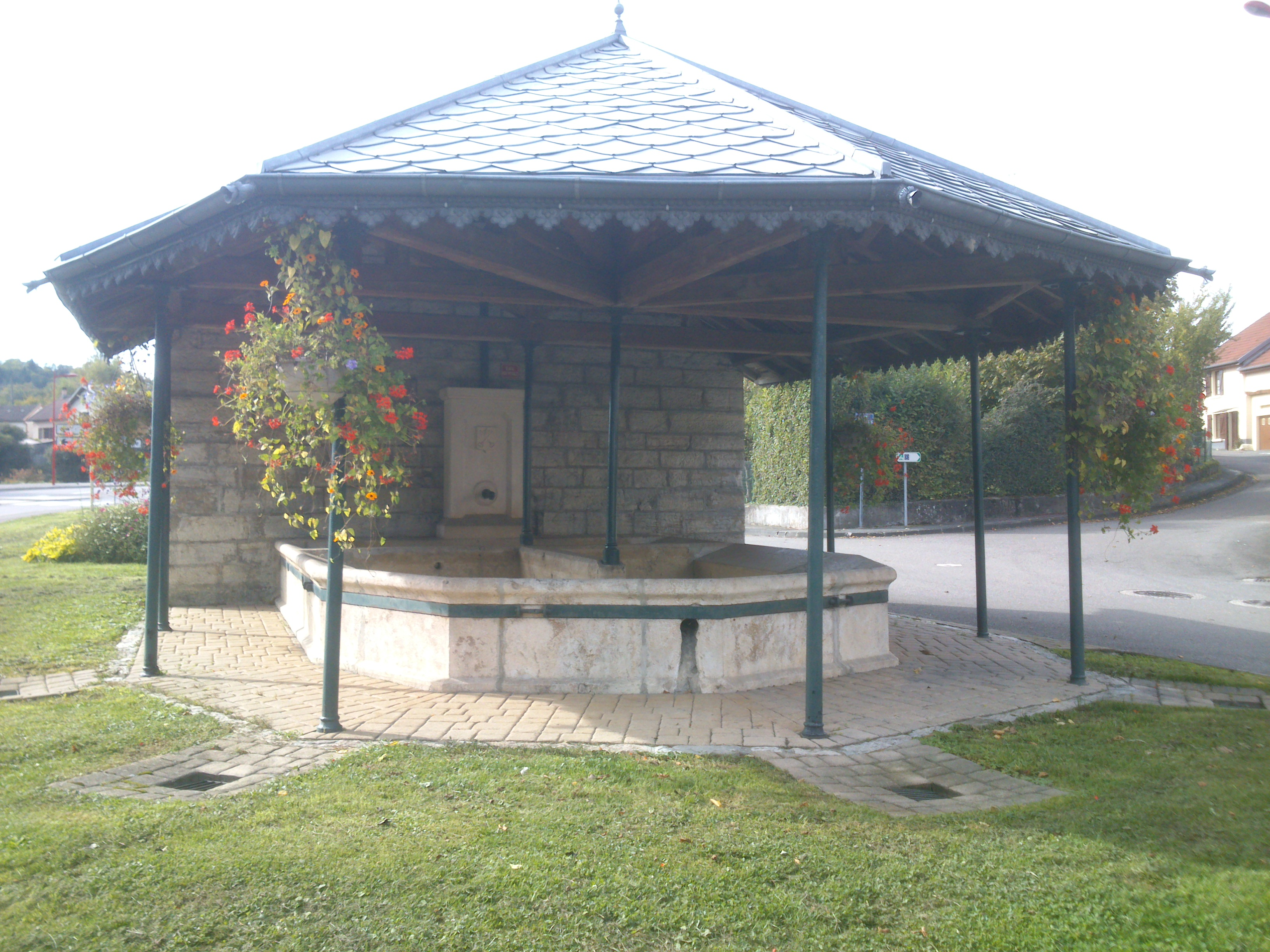
Le lavoir.

L'église actuelle a été reconstruite en 1722, quant au presbytère, il fut rebâti en 1780 sur les plans de l'architecte Bassignot. À cette même date une cloche fut refondue. La plus grosse des deux fut fondue en 1831 à Morizecourt par Mr Gillot, fondeur. Elle fut bénite par Mr Pierre Joseph Berlet curé de Dampierre sur le Doubs. La plus petite, très décorée fut bénite en 1933 par Mr le chanoine Groener ancien curé de Dampierre sur le Doubs en présence de son éminence le Cardinal Binet Archevêque de Besançon.
L'église possédait une chapelle seigneuriale en l'honneur de Saint Barthélémy et de Sainte Catherine. Les seigneurs de la localité avait fondé un chapitre qui desservait cette chapelle. À la tête de ce chapitre était nommé un chapelain par le seigneur de Dampierre sur le Doubs ce chapelain percevait la dîme des grains. En retour il devait chaque année célébrer une messe chantée par treize prêtres. Ce jour-là tous les frais de bouches des seigneurs, de leurs familles et de leurs serviteurs et servantes étaient à la charge du chapelain durant 24 heures,.

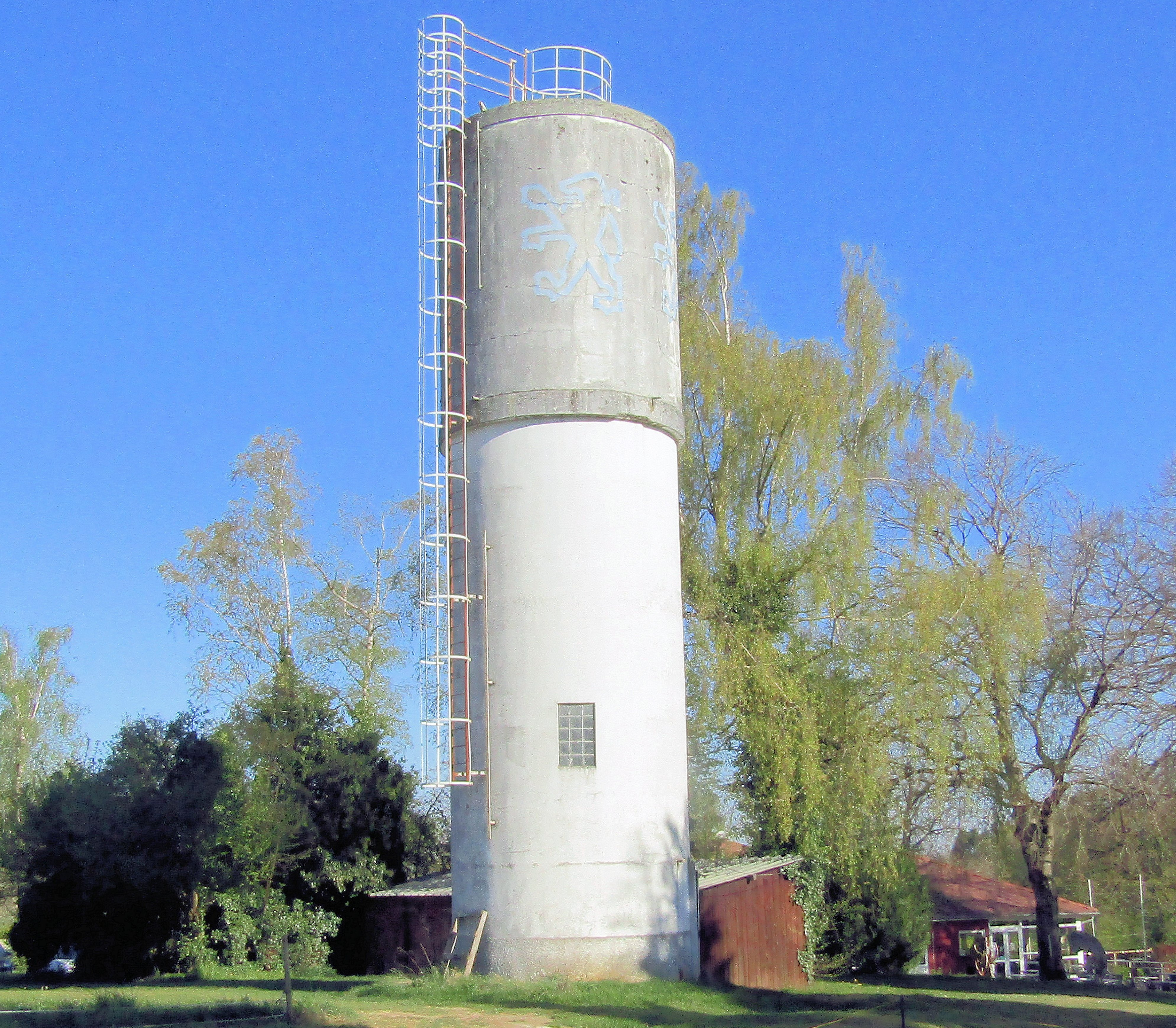
Le château d'eau.

- Lavoir

## Personnalités liées à la commune
- Pierre Coysevox : né à la fin du XVIe siècle, ébéniste à Montbéliard et à Lyon. Père d' Antoine Coysevox, grand-père de Guillaume et Nicolas Coustou et arrière grand-père de Guillaume Coustou fils, 4 sculpteurs renommés. Les sources selon lesquelles la famille Coisevox serait originaire d'Espagne[3] sont douteuses.
- Lucien Mossard : né en 1851. Évêque de Médée, vicaire apostolique de la Cochinchine. Mort à Dijon en 1920[3],[54].
- Étienne Lasne : né en 1757. Louis XVII est mort au Temple entre ses bras[3].
- Henri Jeannin : né en 1872, constructeur automobile et motoriste alsacien.